# Celestyna (sztuka)
Celestyna (hiszp. La Celestina) – dramat piętnastowiecznego hiszpańskiego pisarza Fernanda de Rojasa, opublikowany w 1499. Ze względu na ogromne rozmiary jest niekiedy kwalifikowana jako powieść dialogowa. W pierwotnej wersji pod tytułem Comedia de Calisto y Melibea dzieło miało 16 aktów, w wersji drugiej Tragicomedia de Calisto y Melibea z 1502 już 21. Utwór mimo dramatycznej formy uważany jest za pierwszą nowożytną powieść. 
Na język polski sztukę przełożył Kazimierz Zawanowski.